# Droga I/16 (Słowacja)
Droga I/16 (słow. Cesta I/16) – droga krajowa I kategorii na Słowacji, przebiegająca na trasie Zwoleń – Łuczeniec – Rożniawa – Koszyce. Droga powstała poprzez podzielenie (obecnie nieistniejącej) drogi I/50 na trzy odrębne drogi.

## Miejscowości przy trasie
- Zwoleń
- Zvolenská Slatina
- Detva
- Vígľaš
- Kriváň
- Łuczeniec
- Mýtna
- Lovinobani
- Rymawska Sobota.
- Ožďany
- Bátka
- Figa
- Tornaľa
- Bohúňovo
- Plešivec

- Rożniawa

- Krásnohorské Podhradie
- Moldava nad Bodvou

## Inwestycje
W 1996 roku oddano do użytku południową obwodnicę Zwolenia. Dominantą obwodnicy jest estakada Pustý hrad o długości 726 m i maksymalnej rozpiętości 47 m.